# Juan Gabriel

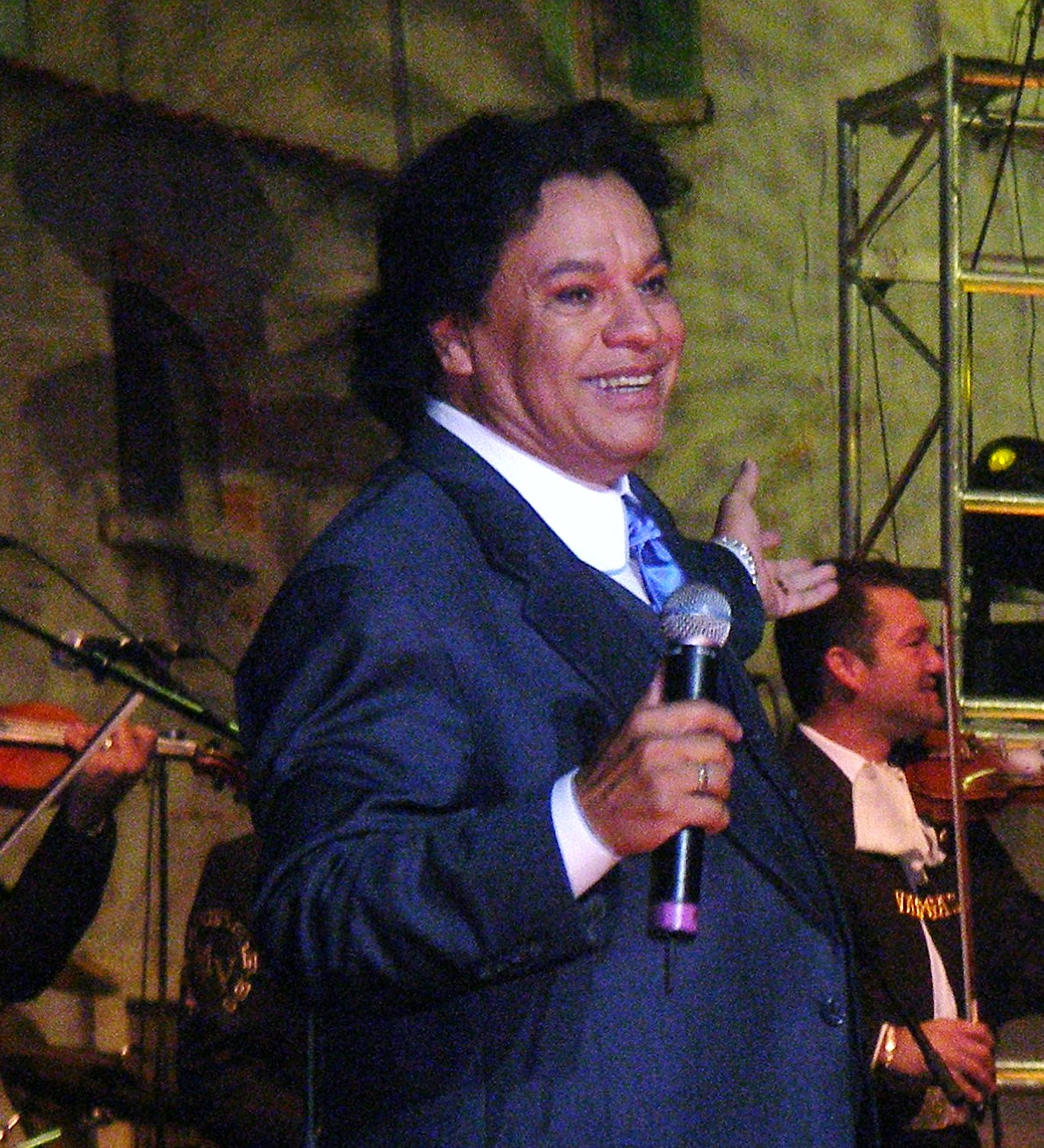
Juan Gabriel på San Jose Mariachi-festivalen 2006.

Alberto Aguilera Valadez, känd som Juan Gabriel och i folkmun även som Juanga och El Divo de Juárez (född 7 januari 1950 i Parácuaro i Michoacán, död 28 augusti 2016 i Santa Monica i Los Angeles i Kalifornien), var en mexikansk sångare och låtskrivare.
Gabriel har sålt över 100 miljoner skivor globalt och var en av Latinamerikas bästsäljande singer-songwriters. Hans åttonde album, Recuerdos, Vol. II, är det mest sålda albumet genom tiderna i Mexiko med över 8 miljoner sålda exemplar. Juan Gabriel var känd för sin yviga stil på scenen.